# Treteau
 Treteau  là một xã ở tỉnh Allier thuộc miền trung nước Pháp.